# Villemort
Villemort is een gemeente in het Franse departement Vienne (regio Nouvelle-Aquitaine) en telt 113 inwoners (2009). De plaats maakt deel uit van het arrondissement Montmorillon.

## Geografie
De oppervlakte van Villemort bedraagt 4,4 km², de bevolkingsdichtheid is dus 25,7 inwoners per km².
De onderstaande kaart toont de ligging van Villemort met de belangrijkste infrastructuur en aangrenzende gemeenten.

## Demografie
Onderstaande figuur toont het verloop van het inwonertal (bron: INSEE-tellingen).